# Fabio Rinaldi
Fabio Rinaldi (* 15. Juli 1973) ist ein italienischer Marathonläufer.
1999 siegte Rinaldi beim Piacenza-Marathon und wurde Zweiter beim Florenz-Marathon. 2000 gewann er den Livorno-Marathon und wurde Sechster beim Mailand-Marathon. Im Jahr darauf folgte einem Sieg bei der Maratona del Salento ein zweiter Platz bei der Maratona d’Europa. 2002 verteidigte er seinen Titel im Salento, wurde als Achter der Maratona d’Italia nationaler Meister und Zweiter in Florenz.
2003 wurde er Sechster bei Roma – Ostia, Zweiter beim Neapel-Marathon und kam bei den Halbmarathon-Weltmeisterschaften in Vilamoura auf den 54. Platz. 2004 siegte er beim Treviso-Marathon. Auf dem wegen seines Gefälles nicht bestenlistenfähigen Kurs erzielte er eine Zeit von 2:11:48 h.
Im September 2009 verweigerte er eine Dopingkontrolle. Wegen dieses Verstoßes gegen die Dopingbestimmungen wurde er für zwei Jahre gesperrt.

## Persönliche Bestzeiten
- Halbmarathon: 1:01:48 h, 23. Februar 2003, Ostia
- Marathon: 2:12:19 h, 24. November 2002, Florenz